# Kremlin Cup 2000
Der Kremlin Cup 2000 war ein Tennisturnier der WTA Tour 2000 für Damen und ein Tennisturnier der ATP Tour 2000 für Herren im Olimpijski in Moskau und fanden zeitgleich vom 23. bis zum 29. Oktober 2000 statt.

## Herrenturnier
→ Hauptartikel: Kremlin Cup 2000/Herren

## Damenturnier
→ Hauptartikel: Kremlin Cup 2000/Damen